# Тупик: Парк паранормальных явлений
«Тупик: Парк паранормальных явлений» (англ. Dead End: Paranormal Park) — британо-американский анимационный фэнтезийный комедийный хоррор-телесериал, созданный Хэмишем Стилом на основе собственной серии графических романов «DeadEndia» и анимационной короткометражке «Dead End» из сериала «Too Cool! Cartoons».
Премьера сериала состоялась 16 июня 2022 года на сервисе Netflix.

## Синопсис
Сериал рассказывает историю двух подростков, Барни и Нормы, работающие летом в проклятом доме в тематическом парке, который, вероятно, является порталом в Ад. В компании Пагсли и Кортни они сталкиваются с зомби, ведущими телевикторин, ведьмами и влюблённостью.

## В ролях
- Зак Барак — Барни Гаттман, подросток-трансгендер-еврей[11], который работает в проклятом доме[12]
- Коди Кавита — Норма Хан, нейроразнообразная девушка, коллега Барни[13]
- Алекс Брайтман — Пагсли, пёс Барни, получивший способность говорить после взаимодействия с демоном Темилукасом[3]
- Эмили Осмент — Кортни, тысячелетний демон[14]
- Клинтон Леупп — Полин Финикс, дрэг-квин, владелец «Парка Финикс»[15]
- Кенни Трэн — Логан «Логс» Уин, возлюбленный Барни[16]
- Кэтрин Хавари — Бадья Хассан, возлюбленная Нормы[17]

## Список серий
| №  | Название                                                                  | Режиссёр    | Автор сценария                                                                                       | Дата премьеры |
| -- | ------------------------------------------------------------------------- | ----------- | --- | ------------- |
| 1  | «Подработка» «The Job»                                                    | Лиз Уитакер | Сюжет : Эдриан Маганза и Оливер Хэмильтон Телесценарий : Николь Паглиа и Хэмиш Стил                  | 16 июня 2022  |
| 2  | «Тоннель» «The Tunnel»                                                    | Лиз Уитакер | Сюжет : Макс Лубаресс и Джеймс Лансетт Телесценарий : Николь Паглиа и Элайджа Харрис                 | 16 июня 2022  |
| 3  | «Доверься мне» «Trust Me»                                                 | Лиз Уитакер | Сюжет : Ева Фигероа Лопес и Тоби Перри Телесценарий : Фуркуан Ахтар                                  | 16 июня 2022  |
| 4  | «Ночь живых мертвёнышей» «Night of the Living Kids»                       | Лиз Уитакер | Сюжет : Кристал Джорджиу и Дэн Хэмман Телесценарий : Джен Бардекофф                                  | 16 июня 2022  |
| 5  | «Кошмар перед Рождеством в июле» «The Nightmare Before Christmas in July» | Лиз Уитакер | Сюжет : Оливер Хэмильтон и Джеймс Лансетт Телесценарий : Миа Реселла                                 | 16 июня 2022  |
| 6  | «Время ожидания: 22 минуты» «Wait Time: 22 Minutes»                       | Лиз Уитакер | Сюжет : Альтея Асеок и Бьянка Энсемс Телесценарий : Брайди Ли-Кеннеди                                | 16 июня 2022  |
| 7  | «Норма Хан: Паранормальный детектив» «Norma Khan: Paranormal Detective»   | Лиз Уитакер | Сюжет : Ева Фигероа Лопес, Тоби Перри и Макс Лубаресс Телесценарий : Николь Паглиа                   | 16 июня 2022  |
| 8  | «Жизнь Полин Финикс» «The Pauline Phoenix Experience»                     | Лиз Уитакер | Сюжет : Кристал Джорджиу и Дэн Хэмман Телесценарий : Брайди Ли-Кеннеди                               | 16 июня 2022  |
| 9  | «Призрак парка» «The Phantom of the Theme Park»                           | Лиз Уитакер | Сюжет : Ева Фигероа Лопес, Альтея Асеок и Джеймс Лансетт Телесценарий : Хэмиш Стил и Джен Бардекофф  | 16 июня 2022  |
| 10 | «В огонь» «Into the Fire»                                                 | Лиз Уитакер | Сюжет : Тоби Перри, Оливер Хэмильтон, Бьянка Энсемс и Ева Фигероа Лопес Телесценарий : Николь Паглиа | 16 июня 2022  |

## Производство и премьера
17 августа 2020 года Стил объяснил, как шоу изменилось с момента повторов на телеканале Cartoon Hangover в 2014 году и последовавших за этим графических романов, сказав, что он благодарен шоураннерам за отстаивание прав ЛГБТ-персонажей, и добавив, что «Netflix не сдали назад, когда речь зашла о репрезентации», описывая Барни как транс-мужчину. Также он надеялся, что сериал «даст транс-авторам больше возможностей рассказать свои истории», намекая на других ЛГБТ-персонажей, помимо Барни. В другом интервью он поблагодарил представителей Netflix за творческую свободу при создании сериала и подталкивание его к «рассказу той истории, которую я сам хочу рассказать». Он сказал, что организация ГЛААД оценила сценарии и сказала, что не может дождаться того момента, когда люди познакомятся с Барни. Альтея Асеок и Кристал Джорджиу являются раскадровщиками, Эш Джангву — редактором сюжета, а Фуркуан Ахтар, Элайджа Харрис и Джен Бардекофф — сценаристами. Кроме того, Джен Рудин является директором кастинга, а Джулиан Гидетти — композитором сериала.
Премьера сериала должна была состояться в 2021 году. В январе 2021 года Брайтман, один из актёров озвучки, сказал в интервью Broadway Fall, что сериал «выйдет этой осенью». В апреле 2021 года «Today» и Digital Spy назвали сериал «предстоящим». В июне журнал Men’s Health сказал, что сериал «скоро выйдет на Netflix». Изначально Netflix запланировал дату выхода мультсериала на осень 2021 года.
В августе 2021 года Стил отметил важность репрезентации трансгендеров в сериале, надеясь, что он сможет противостоять трансфобии в Великобритании, и отметив, что «в съёмочной группе таких людей немало». 23 октября 2021 года Netflix зарегистрировал торговую марку с новым названием сериала: «Dead End: Paranormal Park».
Позднее Стил и исполнительный продюсер Том Стюарт объявили, что премьера мультсериала состоится в 2022 году. 19 мая 2022 года был выпущен первый трейлер и стала известна дата премьеры — 16 июня. Мэй Руд из Out сказала, что трейлер даёт «потрясающий взгляд на шоу», и что сериал представляет квир- и транс-персонажей, обращаясь к их личностям «через важные сюжеты».